# Plebejus azurea
Plebejus azurea är en fjärilsart som beskrevs av Blachier 1908. Plebejus azurea ingår i släktet Plebejus och familjen juvelvingar. Inga underarter finns listade i Catalogue of Life.